# Криволуцкий, Николай Ефимович
Никола́й Ефи́мович Криволу́цкий (1922—1999) — полковник Советской Армии, участник Великой Отечественной войны, Герой Советского Союза (1946).

## Биография
Николай Криволуцкий родился 18 декабря 1922 года в деревне Верхняя Есауловка (ныне — Манский район Красноярского края). Окончил семь классов школы и два курса финансово-экономического училища, одновременно занимался в аэроклубе. В 1940 году Криволуцкий был призван на службу в Рабоче-крестьянскую Красную Армию. В 1943 году он окончил Омскую военную авиационную школу пилотов. С августа того же года — на фронтах Великой Отечественной войны. Участвовал в освобождении Украинской ССР, Польши, Чехословакии, боях в Германии.
К концу войны гвардии лейтенант Николай Криволуцкий был лётчиком 98-го гвардейского отдельного разведывательного авиаполка Главного командования ВВС. За время своего участия в боях он совершил 120 боевых вылетов на воздушную разведку и аэрофотосъёмку вражеских войск и коммуникаций, 17 раз подвергался нападениям вражеских истребителей, но всегда успешно выполнял боевые задачи.
Указом Президиума Верховного Совета СССР от 15 мая 1946 года за «образцовое выполнение боевых заданий командования на фронте борьбы с немецкими захватчиками и проявленные при этом мужество и героизм» гвардии лейтенант Николай Криволуцкий был удостоен высокого звания Героя Советского Союза с вручением ордена Ленина и медали «Золотая Звезда» за номером 6239.
После окончания войны Криволуцкий продолжил службу в Советской Армии. В 1954 году он окончил Военно-воздушную академию. В 1975 году в звании полковника Криволуцкий был уволен в запас. Проживал в Москве, работал в объединении «Гидроспецгеология». Скончался 9 сентября 1999 года, похоронен на Троекуровском кладбище Москвы.
Был также награждён двумя орденами Красного Знамени, двумя орденами Отечественной войны 1-й степени, орденами Отечественной войны 2-й степени, Красной Звезды, «За службу Родине в Вооруженных Силах СССР» 3-й степени, «Знак Почёта», рядом медалей.